# Angelika Amon
Angelika Amon (Vienna, 10 gennaio 1967 – 29 ottobre 2020) è stata una biologa austriaca naturalizzata statunitense, per anni docente al Massachusetts Institute of Technology. Considerata una pioniera nella ricerca sullo squilibrio cromosomatico e sugli effetti cellulari dell'aneuploidia, nel 2017 entrò a far parte dell'American Academy of Arts and Sciences.

## Biografia
Nacque e crebbe a Vienna. Aveva mostrato un precoce interesse per la biologia vegetale e animale sin da bambina, tenendo un taccuino pieno di ritagli di giornale. Si laureò in biologia presso l'Università di Vienna e, sotto la guida del professore Kim Nasmyth dell'Istituto di ricerca di patologia molecolare (IMP), ottenne nel 1993 un dottorato di ricerca. Lasciò l'Austria per gli Stati Uniti nel 1994, unendosi al Whitehead Institute di Cambridge, Massachusetts, con una borsa post-dottorato. Fu nominata Whitehead Fellow nel 1996, cosa che le permise di avviare il proprio laboratorio presso l'Istituto.
Il lavoro indipendente della Amon al Whitehead Institute la portò direttamente a ottenere un incarico di facoltà presso il Koch Institute for Integrative Cancer Research al MIT nel 1999; lo stesso anno ricevette il Presidential Early Career Award. Divenuta ricercatrice associata per l'Howard Hughes Medical Institute nel 2000, fu poi promossa a professore ordinario al MIT nel 2007; in precedenza aveva ottenuto l'incarico di assistente professore.
Fu membro del Comitato Editoriale per Current Biology dal 2016 al 2018 e fece parte del Comitato Scientifico del Research Institute di Patologia Molecolare (IMP) dal 2009 al 2019.
Nel 2017 la Amon entrò all'American Academy of Arts and Sciences; due anni più tardi le sarebbe stato quindi conferito il Premio Vilcek in riconoscimento dei "suoi contributi straordinari".

### Morte
Angelika Amon è morta nel 2020 a 53 anni per un cancro alle ovaie.

## Premi e riconoscimenti
- 1998 - Premio Presidential Early Career per scienziati e ingegneri
- 2003 - Alan T. Waterman Award
- 2003 - Eli Lilly and Company-Elanco Research Award
- 2007 - Paul Marks Prize per la ricerca sul cancro (condiviso con Todd R. Golub e Gregory J. Hannon)
- 2008 - Premio NAS in biologia molecolare
- 2013 - Premio Ernst Jung
- 2018 - Premio Vanderbilt in scienze biomediche
- 2019 - Breakthrough Prize nelle scienze della vita per i suoi studi sull'aneuploidia
- 2019 - Premio[1]